# Fernande Bochatay
Fernande Bochatay (n. 23 ianuarie 1946, Salvan⁠(d), Cantonul Valais, Elveția) este o schioare alpină ce a reprezentat Elveția, medaliată olimpică. A participat la două ediții ale Jocurilor Olimpice (1964, 1968) în care a câștigat o medalie de bronz.